# Stimmkreis Würzburg-Land
Der Stimmkreis Würzburg-Land ist einer von rund 90 Stimmkreisen bei Wahlen zum Bayerischen Landtag und zu den Bezirkstagen sowie bei Volksentscheiden. Er gehört zum Wahlkreis Unterfranken.
Seit der Landtagswahl 2013 umfasst er nach Gebietsänderungen gegenüber 2008 vom Landkreis Würzburg die Gemeinden Eisingen, Gaukönigshofen, Güntersleben, Hausen b.Würzburg, Höchberg, Kleinrinderfeld, Kürnach, Leinach, Neubrunn, Ochsenfurt, Randersacker, Reichenberg, Rimpar, Theilheim, Thüngersheim, Unterpleichfeld, Veitshöchheim, Waldbrunn, Waldbüttelbrunn und Zell a.Main sowie die Verwaltungsgemeinschaften Aub, Bergtheim, Eibelstadt, Estenfeld, Giebelstadt, Helmstadt, Hettstadt, Kirchheim, Kist, Margetshöchheim und Röttingen. Die übrigen Gemeinden dieses Landkreises liegen im Stimmkreis Würzburg-Stadt.

## Landtagswahl 2023
Zur Landtagswahl 2023 traten folgende Parteien und Direktkandidaten im Stimmkreis Würzburg-Land an und erzielten folgende Ergebnisse:
| Nr. | Direktkandidat      | Partei       | Erststimmen in % | Gesamtstimmen in % |
| --- | ------------------- | ------------ | ---------------- | ------------------ |
| 1   | Björn Jungbauer     | CSU          | 42,4             | 42,4               |
| 2   | Kerstin Celina      | GRÜNE        | 14,5             | 15,3               |
| 3   | Felix von Zobel     | Freie Wähler | 12,8             | 11,7               |
| 4   | Wolfgang von Eyb    | AfD          | 11,5             | 12,0               |
| 5   | Volkmar Halbleib    | SPD          | 11,5             | 11,1               |
| 6   | Markus Jordan       | FDP          | 2,3              | 2,5                |
| 7   | Christina Kunkel    | LINKE        | 1,5              | 1,4                |
| 8   | Michael Sokopp      | BP           | 0,6              | 0,7                |
| 9   | Stefanie Wierlemann | ÖDP          | 1,7              | 1,7                |
| 10  | Ronny Grünewald     | dieBasis     | 1,2              | 1,2                |

## Landtagswahl 2018
Im Stimmkreis waren insgesamt 117.914 Einwohner wahlberechtigt. Die Landtagswahl am 14. Oktober 2018 hatte folgendes Ergebnis:
| Direktkandidat           | Partei           | Erststimmen in % | Gesamtstimmen in % | Veränderung der Gesamtstimmen im Vergleich zur Landtagswahl 2013 in % |
| ------------------------ | ---------------- | ---------------- | ------------------ | --------------------------------------------------------------------- |
| Manfred Ländner          | CSU              | 38,6             | 40,7               | − 9,6                                                                 |
| Volkmar Halbleib         | SPD              | 12,2             | 11,2               | − 10,8                                                                |
| Thomas Rützel            | Freie Wähler     | 9,1              | 8,7                | + 3,3                                                                 |
| Kerstin Celina           | GRÜNE            | 19,4             | 18,7               | + 9,1                                                                 |
| Wolfgang Kuhl            | FDP              | 5,0              | 4,7                | + 2,1                                                                 |
| Kevin-Christopher Hansen | LINKE            | 2,9              | 2,8                | + 1,0                                                                 |
| Raimund Gilbert          | BP               | 0,5              | 0,6                | − 0,3                                                                 |
| Patricia Weizenbach      | ÖDP              | 0,7              | 0,7                | − 0,4                                                                 |
| -                        | PIRATEN          | -                | 0,2                | − 1,8                                                                 |
| Herbert Lonrad           | Die Franken      | 1,4              | 1,2                | − 0,8                                                                 |
| Michael Gebhardt         | AfD              | 7,9              | 7,9                | + 7,9                                                                 |
| Julian Höfner            | mut              | 0,7              | 0,7                | + 0,7                                                                 |
| -                        | Die Partei       | -                | 0,3                | + 0,3                                                                 |
| Sabrina Bremer           | Tierschutzpartei | 1,3              | 1,1                | + 1,3                                                                 |
| Bertram Schmitt          | V-Partei³        | 0,3              | 0,3                | + 0,3                                                                 |

## Landtagswahl 2013
Die Wahlbeteiligung der 117.310 Wahlberechtigten im Stimmkreis betrug 70,6 Prozent, bei einem Landesdurchschnitt von 63,9 Prozent war dies Rang 7 unter den 90 Stimmkreisen. Das Direktmandat ging an Manfred Ländner (CSU).
| Direktkandidat      | Partei       | Erststimmen | Gesamtstimmen | Gesamtstimmen ggü. Bayern (%p) | Gesamtstimmen ggü. 2008 (%p) |
| ------------------- | ------------ | ----------- | ------------- | ------------------------------ | ---------------------------- |
| Manfred Ländner     | CSU          | 48,3 %      | 50,3 %        | +2,6 %                         | +3,9 %                       |
| Volkmar Halbleib    | SPD          | 23,6 %      | 22,0 %        | +1,4 %                         | +2,3 %                       |
| Richard Wagner      | FREIE WÄHLER | 5,4 %       | 5,5 %         | −3,5 %                         | −2,9 %                       |
| Kerstin Celina      | GRÜNE        | 9,4 %       | 9,6 %         | +1,0 %                         | +0,7 %                       |
| Wolfgang Kuhl       | FDP          | 2,8 %       | 2,6 %         | −0,7 %                         | −4,3 %                       |
| Wolfgang Ziller     | DIE LINKE    | 2,0 %       | 1,9 %         | −0,2 %                         | −2,5 %                       |
| Doris Hüben-Holomos | ÖDP          | 1,1 %       | 1,2 %         | −0,8 %                         | −0,4 %                       |
| Berthold Seifert    | REP          | 2,1 %       | 2,1 %         | +1,1 %                         | −0,3 %                       |
| Volker Bergler      | BP           | 1,0 %       | 0,9 %         | −1,2 %                         | +0,8 %                       |
| Oskar Weinig        | DIE FRANKEN  | 2,1 %       | 2,0 %         | X                              | X                            |
| Michaela Keupp      | PIRATEN      | 2,1 %       | 2,0 %         | +0,0 %                         | X                            |

## Landtagswahl 2008
Der Stimmkreis umfasste 2008 den Landkreis Würzburg. Wahlberechtigt waren bei der Landtagswahl 2008 125.318 Einwohner. Die Wahlbeteiligung betrug 62,7 %. Die Wahl hatte folgendes Ergebnis:
| Direktkandidat   | Partei                | Erststimmen in % | Gesamtstimmen in % | Veränderung der Gesamtstimmen im Vergleich zur Landtagswahl 2003 in % |
| ---------------- | --------------------- | ---------------- | ------------------ | --------------------------------------------------------------------- |
| Manfred Ländner  | CSU                   | 43,7             | 46,1               | - 11,5                                                                |
| Volkmar Halbleib | SPD                   | 21,4             | 19,8               | - 0,7                                                                 |
| Martin Heilig    | Bündnis 90/Die Grünen | 9,0              | 9,0                | + 0,4                                                                 |
| Christina Stuntz | Freie Wähler          | 9,6              | 8,5                | + 4,9                                                                 |
| Wolfgang Kuhl    | FDP                   | 7,3              | 6,9                | + 4,3                                                                 |
| Berthold Seifert | REP                   | 2,4              | 2,3                | - 2,4                                                                 |
| Silvia Muhr      | ödp                   | 1,6              | 1,6                | - 0,3                                                                 |
| -                | BP                    | -                | 0,1                | + 0,1                                                                 |
| Reiner Lanowski  | Die Linke             | 4,5              | 4,4                | + 4,4                                                                 |
| Jens Rüttiger    | NPD                   | 0,5              | 0,5                | + 0,5                                                                 |
| -                | RRP                   | -                | 0,7                | + 0,7                                                                 |